# Klokočí (kniha)
Klokočí (1964) je první knižní sbírka písňových textů Jiřího Suchého. Obsahuje texty z let 1954–1963. Kniha vyšla souhrnně s následujícími dvěma sbírkami pod názvem Písničky (1969).
Sbírka obsahuje 79 textů rozdělených do pěti oddílů. Doslov napsal Josef Brukner.

## Obsah
| - Takový je život - Kapradí - Vesnická romance - Pradlenka z Portugalu - Klementajn - Bety - Marnivá sestřenice - Píseň o vyšinutém trpaslíkovi - Píseň o pověrčivém uzenáři - Tak jako ten Adam - Bolí mi hlava - Láska - to jsou jen písmena - Včera neděle byla - Pramínek vlasů - Potkala jsem ho pršelo - Usměj se na mne - Dovedu říkat mám tě rád - Vše odpuštěno - Statistika - Třešně - Potkala jsem se s malířem - Říkávají lidé někteří - Chybí mi ta jistota - Zdálo se jí o myslivci - Metamorfózy - Nemusíš už o mne stát - Klokočí - Oči má sněhem zaváté - Dívka kterou zkazil svět - Bíle mě matička oblékala - Tu krásu nelze popsat slovy - Šest žen - Písnička pro Zuzanu - Tereza - Študent s rudýma ušima - Modré punčochy - Láska se nevyhne králi - Škrhola - Život je pes - Do vody hozen | - Bílá myška v deliriu - Blues o stabilitě - Malý blbý psíček - Sněhové vločky - Píseň kariéristy - Zlodějská - Černá vrána - Sáně - Koupil jsem si knot - Ubohý otec - Dítě školou povinné - Mám rád všechno co se červená - Letní den - Zlomil jsem ruku tetičce - Šedé blues - Ranní blues - Nebuďte mě - Ticho a klid - Hluboká vráska - Blues na cestu poslední - Nejsmutnější varieté - Svítání - Smrt starého osla - Střevlík - Želví blues - Melancholické blues - Papírové blues - Já žiju dál - Kdyby tisíc klarinetů - Lili - Tulipán - Píseň o rose - Léta dozrávání - Plná hrst - Zlá neděle - Stará barová lavice dává lekci mladým nadějným básníkům - Z mého života - Song kriminálníků - Měli jsme kdysi míč |